# Paratrophon cheesemani
Paratrophon cheesemani är en snäckart. Paratrophon cheesemani ingår i släktet Paratrophon och familjen purpursnäckor.

## Underarter
Arten delas in i följande underarter:
- P. c. cheesemani
- P. c. exsculptus